# الطاقة الشمسية في النمسا

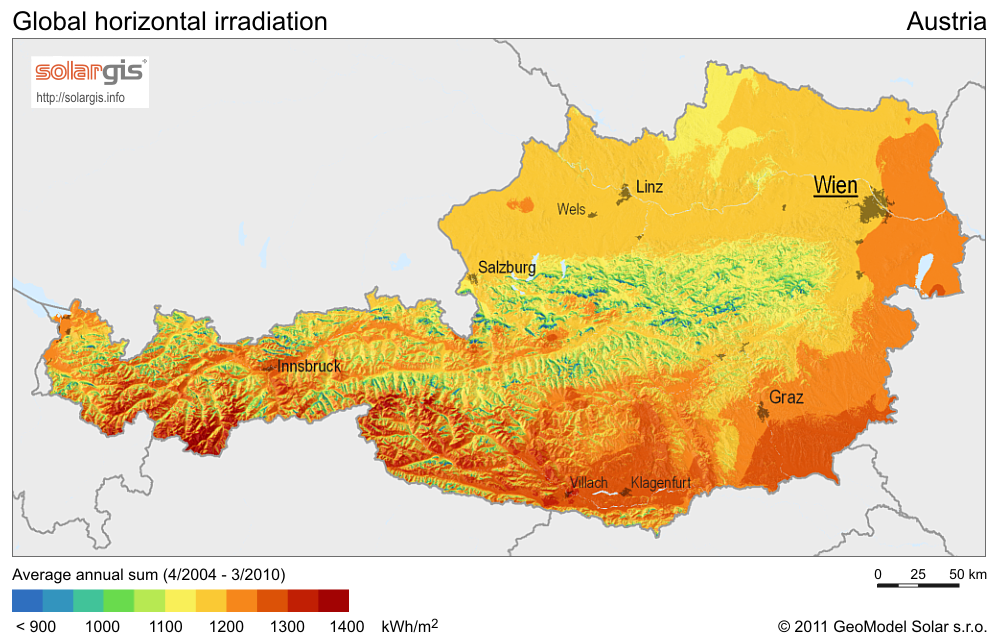
الإشعاع الشمسي في النمسا

في نهاية عام 2014، وصلت السعة التراكمية للطاقة الشمسية في النمسا إلى 766 ميجاوات، وهو تقريبا أكثر من ثلاثة ارباع مما تم تثبيتة في الثلاث أعوام السابقة، حيث بلغت  نسبة الطاقة الشمسية في الشبكة الكهربية للنمسا إلى 1.4٪. كما هو الحال مع معظم البلاد الأوروبية الأخرى، فإن 99.5٪ من أنظمة الطاقة الشمسية متصلة بالشبكة.
وصل نصيب الفرد من الطاقة الشمسية إلى 91 وات، وهو أقل من متوسط الإتحاد الأوروبي لعام 2014 البالغ 172 وات.
نمو الطاقة الشمسية متواضع لسنوات عديدة إذا ما قورن بباقي دول الإتحاد الأوروبي، مثل ألمانيا، إيطاليا، إسبانيا. كما سجلت تقارير سوق الطاقة الشمسية في أوروبا تراجع مشاركة النمسا، ففي عام 2012 بلغت الزيادة في نهاية العام إلى مشارف 100 ميجاوات، و 263 ميجاوات في نهاية 2013، 140 ميجاوات فقط في 2014. تتوقع وكالة الطاقة الشمسية بأوروبا أن تزداد مساهمة النمسا جنبا إلى جنب مع البلاد متوسطة الحجم بشكل ملحوظ في السنوات القليلة القادمة.
في عام 2009، أصبحت محطة زوينتيندورف هي أكبر محطة للطاقة الشمسية في النمسا، بإستثمار يتجاوز 1.2 مليون يورو و 1000 لوح شمسي. كان من المتوقع أن تكون تكون محطة زوينتيندورف هي أول محطة للطاقة النووية في النمسا، ولكن بعد تصويت عام 1978 تم منع الطاقة النووية في النمسا. في سبتمبر، تم البدء في تحويل المحطة النووية غير المكتملة إلى أكبر محطة شمسية بسعة 2 ميجاوات في منطقة جبال Niedere Tauern.
تحتل النمسا مركزا متقدما في مجال مجمعات الطاقة الشمسية الحرارية فمع أكثر من 3500 ميجاوات حرارية تأتي في المركز الثاني في الإتحاد الأوروبي، بينما تأتي ألمانيا في المركز الأول.

## المنشآت الكهروضوئية
ذكرت الوكالة الدولية للطاقة (IEA) في تقريرها عام 2014 عن تطبيقات الطاقة الشمسية، صفحة 23:
«تطوير الطاقة الشمسية في النمسا لم يصل إلى المستوى المطلوب بعد، فمع سوق النمسا الأقل من 100 ميجاوات حتى عام 2011، و 176 ميجاوات في عام 2012، و263 ميجاوات في عام 2013، أما عن الأنظمة غير المتصلة بالشبكة فقد وصلت الزيادة فيها إلى حوالي 0.5 ميجاوات في نهاية عام 2013، هذه المعدلات الضعيفة لا تستطيع بها النمسا مواكبة التطور السريع لسوق الطاقة العالمي».

### الإحصائيات
| النمسا 2013                                     | النمسا 2013  |
| ----------------------------------------------- | ------------ |
| الإنتاج الكلي للكهرباء                          | 56 تيرا وات  |
| عدد السكان                                      | 8 مليون      |
| الإشعاع الشمسي                                  | 1,027        |
| السعة المثبتة للطاقة الشمسية في عام 2013        | 263 ميجا وات |
| السعة التراكمية للطاقة الشمسية في عام 2013      | 626 ميجا وات |
| نسبة مشاركة الطاقة الشمسية                      | 1.1%         |
| المصدر: تقرير الوكالة الدولية للطاقة لعام 2014. |              |

| عام                                                       | الزيادة بالميجا وات (MWp) | السعة التراكمية بالميجا وات (MWp) | المصادر      |
| --------------------------------------------------------- | ------------------------- | --------------------------------- | ------------ |
| 1999                                                      | 0.8                       | 3.7                               | Trends2013   |
| 2000                                                      | 1.2                       | 4.9                               | Trends2013   |
| 2001                                                      | 1.6                       | 6.5                               | Trends2013   |
| 2002                                                      | 3.8                       | 10.3                              | Trends2013   |
| 2003                                                      | 6.5                       | 16.8                              | Trends2013   |
| 2004                                                      | 4.3                       | 21.1                              | Trends2013   |
| 2005                                                      | 2.9                       | 24.0                              | Trends2013   |
| 2006                                                      | 1.6                       | 25.6                              | Trends2013   |
| 2007                                                      | 3.1                       | 28.7                              | Trends2013   |
| 2008                                                      | 3.7                       | 32.4                              | Trends2013   |
| 2009                                                      | 20.2                      | 52.6                              | Trends2013   |
| 2010                                                      | 42.9                      | 95.5                              | Trends2013   |
| 2011                                                      | 91.7                      | 187.2                             | Trends2013   |
| 2012                                                      | 176                       | 362.9                             | Trends2013   |
| 2013                                                      | 263                       | 626                               | Trends2014   |
| 2014                                                      | 140                       | 766                               | Snapshot2014 |
| المصدر: تقرير الوكالة الدولية للطاقة، عام 2013، عام 2014. |                           |                                   |              |

## وصلات خارجية
- Monitored PV installations in Austria